# Ivan Vladimir Mažuranić
Ivan Vladimir Mažuranić (Karlovac, 7. travnja 1915. – Zagreb, 6. travnja 1985.), hrvatski je mačevalac i olimpijac.

## Životopis
Gimnaziju je polazio u Karlovcu i Zagrebu, gdje je maturirao 1934. godine. Pravo je studirao na Sveučilištu u Zagrebu, a slikarstvo u Parizu (1938./39.).
Od najranijih dana svog života bavio se mačevanjem. Vladimir Mažuranić bio je tipičan floretist. Sabljom se kao i mačem prema potrebi za momčad borio, ali sablju i mač sam nije vježbao. Učitelji u floretu bili su mu: dr.Franjo Bučar (1930.) i otac Božidar, zatim Milutin Fabijanec; od 1932. Francesko Tirelli i Dante Galante u Zagrebu, a u Parizu Maurice Gardere i sin mu André Gardere (1938/39.). Poslije drugoga svjetskog rata jedno kratko vrijeme podučavali su ga Stjepan Kerec i Venicijanac Ennio Zamichieli, a 1958. godine Mađar Janos Kevey. Bio je član "Kluba prijatelja mačevanja" u Gornjem Gradu, zatim član mačevalačke sekcije Hrvatskog športskog kluba "Concordia" (1931.), Zagrebačkog mačevalačkog kluba ("Zamak"; 1935. – 1945.) i konačno Akademskog mačevalačkog kluba "Mladost" (1947. – do svoje smrti, 1985.). Sudjelovao je na Olimpijskim igrama u Berlinu 1936. godine.
Od 1950. do 1968. Vlatko Mažuranić je stalni trener i učitelj AMK Mladost u Zagrebu. Godine 1968. do 1970. podučava mačevaoce u Salzburgu (Austrija). Vrativši se u Zagreb nastavio je svoj plodonosni rad u AMK Mladost do svojeg umirovljenja, 30. lipnja 1984.Od godine njegove smrti pa sve do danas organizira se godišnji memorijalni turnir u mačevanju "Vladimir Mažuranić".